# Empire State Building
Empire State Building er en 381 meter høj skyskraber, bygget i art deco stil, i New York City. Bygningen blev færdiggjort i 1931 og var de næste 23 år den højeste menneskeskabte struktur. Titlen som højeste bygning i New York bevarede den i 41 år indtil World Trade Center blev bygget. Efter terrorangrebet den 11. september 2001 blev den atter byens højeste skyskraber. Empire State Building har 102 etager.
Bygningen er kendt fra adskillige film, heriblandt King Kong og Gossip Girl.  
Den 28. juli 1945 i tåge kolliderede et B-25 bombefly med Empire State Building på 79. etage, uden at bygningen ramlede sammen. Den ene motor trængte igennem og faldt ud på den anden side. Den anden motor fik en elevatorstol til at falde ned i kælderen, uden at dræbe passagererne. 11 mennesker i Empire State Building og tre om bord på flyet døde, mens 26 personer blev såret, primært brandsår.